# Bouillancourt-la-Bataille
Pour les articles homonymes, voir Bouillancourt et Bataille (homonymie).
Bouillancourt-la-Bataille est une commune française située dans le département de la Somme en région Hauts-de-France.

## Géographie

### Localisation
Bouillancourt-la-Bataille est un village picard de l'Amiénois.
À vol d'oiseau, la localité est située à 6 km au nord-ouest de Montdidier, 9 km au sud-est de Moreuil, 19 km à l'ouest de Roye, 28 km au sud-est d'Amiens, 37 km au nord-ouest de Compiègne et à 43 km au nord-est de Beauvais.
Le territoire de la commune est limitrophe de ceux de quatre communes.Les communes limitrophes sont  Gratibus, Malpart, Marestmontiers et Trois-Rivières.

### Hydrographie

#### Réseau hydrographique
La commune est située dans le bassin Artois-Picardie. Elle est drainée par les Trois Doms, le Braches, la Petite Rivière et un autre petit cours d'eau.
Les Trois Doms, d'une longueur de 20 km, prend sa source dans la commune de Dompierre, à 83 mètres d'altitude, et se jette  dans l'Avre à Trois-Rivières, après avoir traversé douze communes.

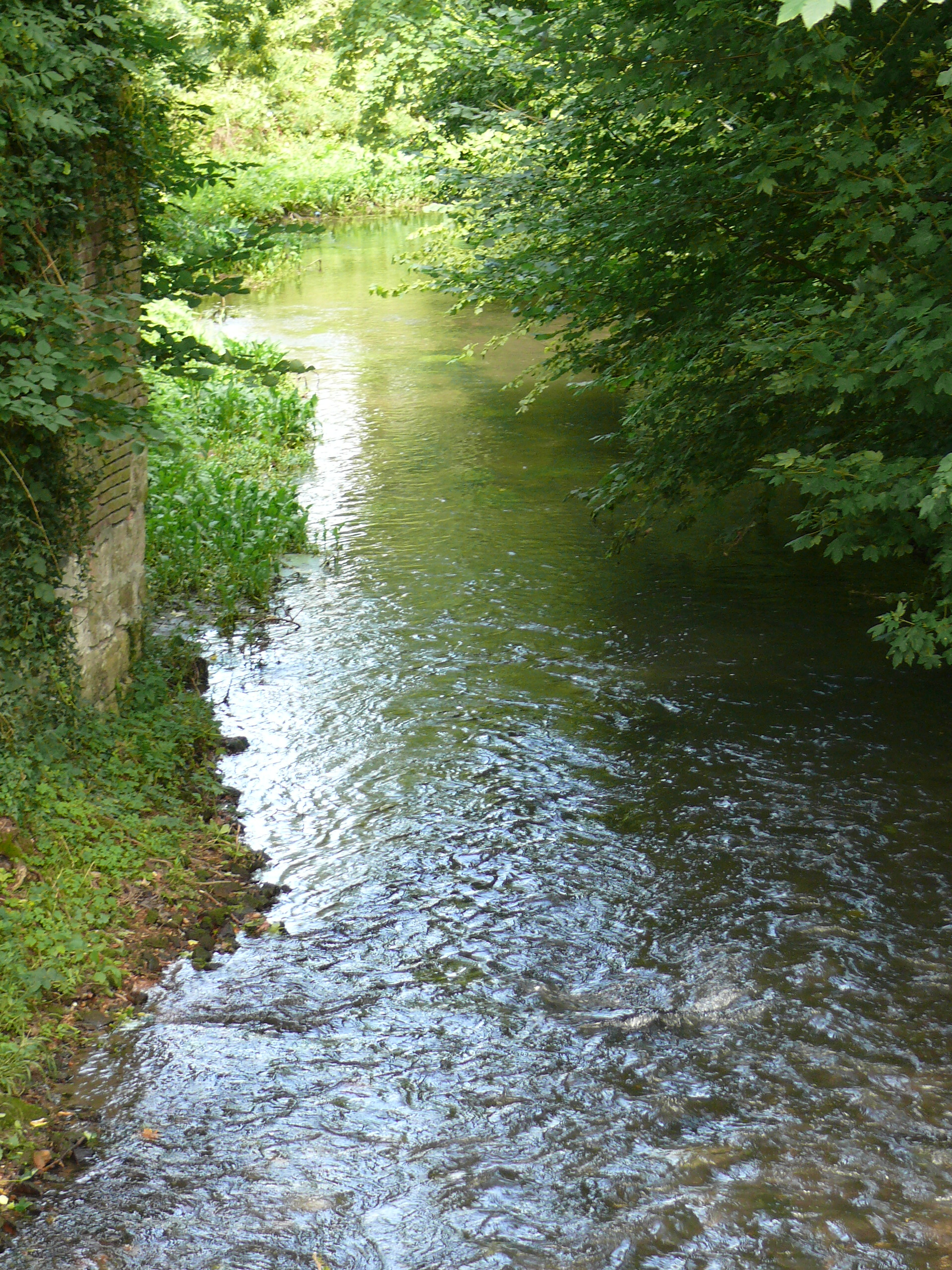
La rivière des Trois Doms à Bouillancourt.
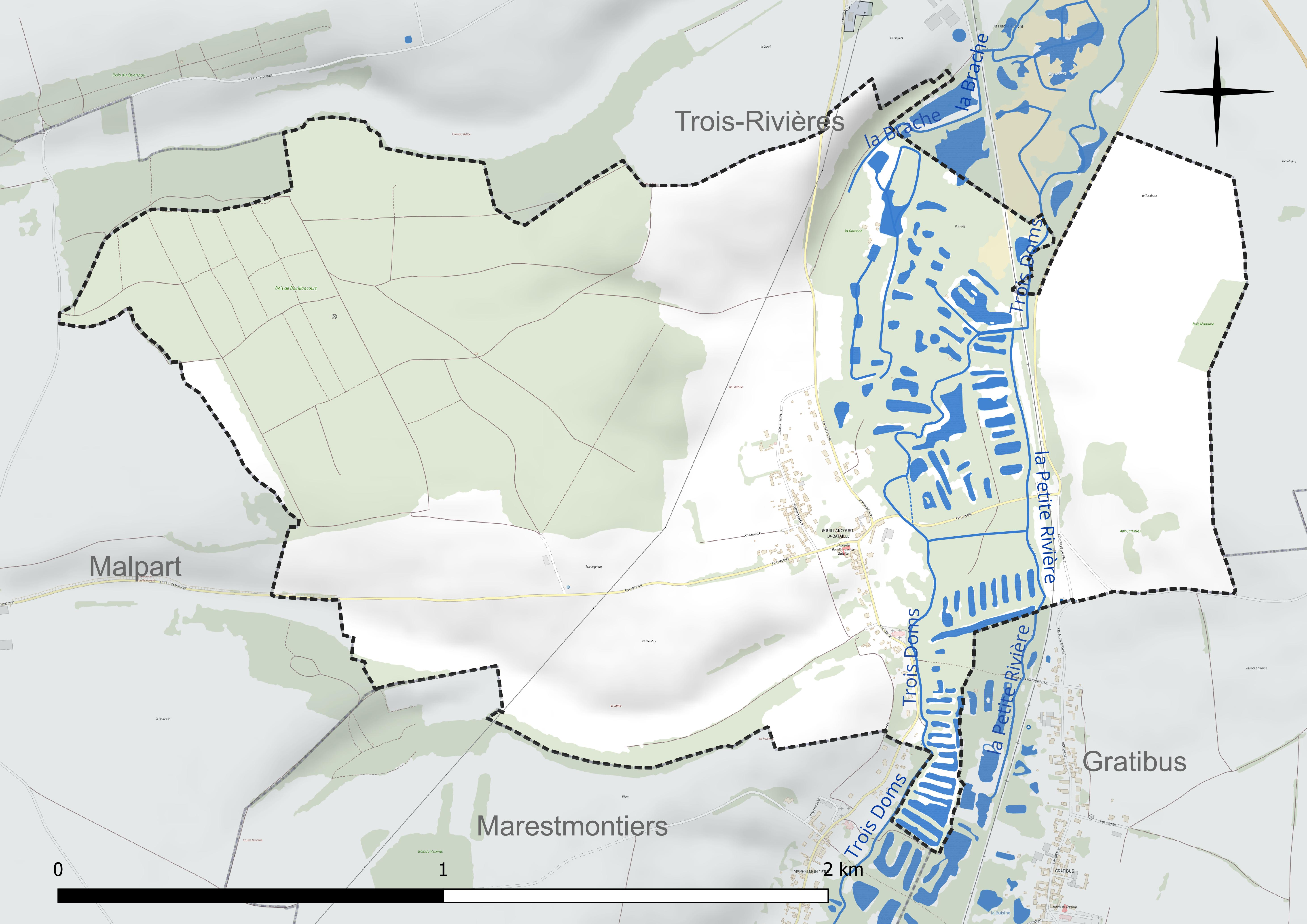
Réseau hydrographique de Bouillancourt-la-Bataille.

#### Gestion et qualité des eaux
Le territoire communal est couvert par le schéma d'aménagement et de gestion des eaux (SAGE) « Somme aval et Cours d'eau côtiers ». Ce document de planification concerne un territoire de 1 835 km2 de superficie, délimité par le bassin versant de la Somme canalisée. Le périmètre a été arrêté le 29 avril 2010 et le SAGE proprement dit a été approuvé le 6 août 2019. La structure porteuse de l'élaboration et de la mise en œuvre est le syndicat mixte d'aménagement hydraulique du bassin versant de la Somme (AMEVA).
La qualité des cours d'eau peut être consultée sur un site dédié géré par les agences de l'eau et l'Agence française pour la biodiversité.

### Climat
Pour des articles plus généraux, voir Climat des Hauts-de-France et Climat de la Somme.
En 2010, le climat de la commune est de type climat océanique dégradé des plaines du Centre et du Nord, selon une étude du CNRS s'appuyant sur une série de données couvrant la période 1971-2000. En 2020, Météo-France publie une typologie des climats de la France métropolitaine dans laquelle la commune est exposée à un climat océanique et est dans la région climatique Nord-est du bassin Parisien, caractérisée par un ensoleillement médiocre, une pluviométrie moyenne régulièrement répartie au cours de l'année et un hiver froid (3 °C).
Pour la période 1971-2000, la température annuelle moyenne est de 10,6 °C, avec une amplitude thermique annuelle de 14,4 °C. Le cumul annuel moyen de précipitations est de 648 mm, avec 10,8 jours de précipitations en janvier et 8 jours en juillet. Pour la période 1991-2020, la température moyenne annuelle observée sur la station météorologique la plus proche, située sur la commune de Godenvillers à 12 km à vol d'oiseau, est de 11,1 °C et le cumul annuel moyen de précipitations est de 701,9 mm,. Pour l'avenir, les paramètres climatiques de la commune estimés pour 2050 selon différents scénarios d'émission de gaz à effet de serre sont consultables sur un site dédié publié par Météo-France en novembre 2022.

## Urbanisme

### Typologie
Au 1er janvier 2024, Bouillancourt-la-Bataille est catégorisée commune rurale à habitat dispersé, selon la nouvelle grille communale de densité à sept niveaux définie par l'Insee en 2022.
Elle est située hors unité urbaine. Par ailleurs la commune fait partie de l'aire d'attraction d'Amiens, dont elle est une commune de la couronne,. Cette aire, qui regroupe 369 communes, est catégorisée dans les aires de 200 000 à moins de 700 000 habitants,.

### Occupation des sols
L'occupation des sols de la commune, telle qu'elle ressort de la base de données européenne d'occupation biophysique des sols Corine Land Cover (CLC), est marquée par l'importance des territoires agricoles (45,4 % en 2018), une proportion identique à celle de 1990 (45,4 %). La répartition détaillée en 2018 est la suivante : 
terres arables (45,4 %), forêts (31,9 %), zones humides intérieures (15,2 %), zones urbanisées (7,4 %). L'évolution de l'occupation des sols de la commune et de ses infrastructures peut être observée sur les différentes représentations cartographiques du territoire : la carte de Cassini (XVIIIe siècle), la carte d'état-major (1820-1866) et les cartes ou photos aériennes de l'IGN pour la période actuelle (1950 à aujourd'hui).

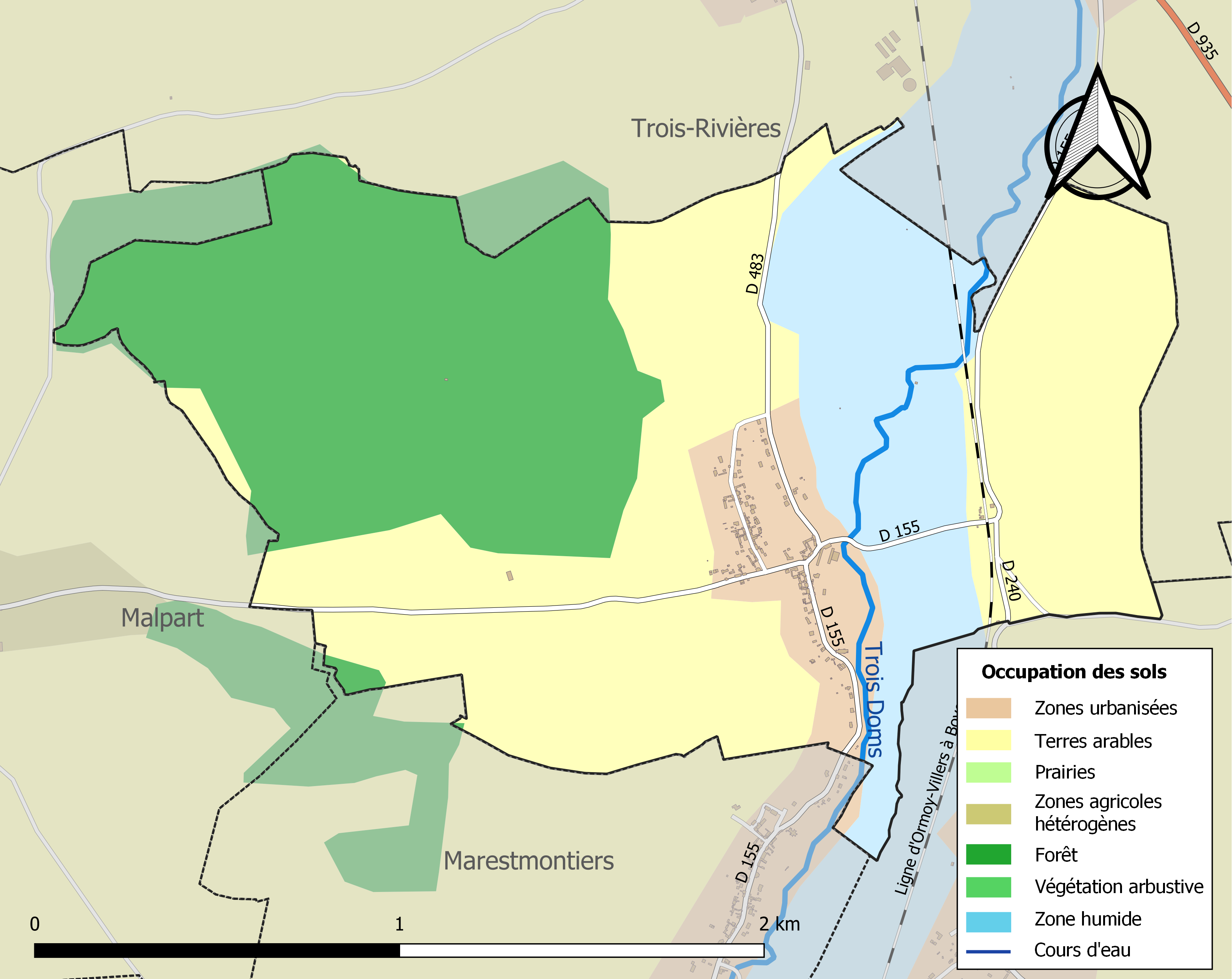
Carte des infrastructures et de l'occupation des sols de la commune en 2018 (CLC).

## Toponymie
Le cartulaire de Fouilloy nous donne Boullencourt en 1227 puis Boilencourt la même année. Le cartulaire d'Ourscamp nous indique Boullencourt en 1228. En 1513, une évolution  : Boullancourt prope Monsdiderium, reprise en 1648 dans le Pouillé général et un arrêt du parlement généalogique de Mailly. La forme définitive de Bouillancourt est relevée par Cassini en 1757,.
Bouillancourt est un terme de formation germano-romane. Le suffixe « court », dérive du terme latin curtis désignant une ferme, un domaine puis un village. Le préfixe « Bouillan » dériverait du nom germanique d'un propriétaire du lieu
Le complément « La Bataille » fait allusion aux combats qui se déroulèrent sur le territoire de la commune en 1918, au cours de la Première Guerre mondiale.

## Histoire
Dès 1184, Odon de Bouillancourt est cité comme seigneur du lieu.
En 1415, Colart de Mailly, dit « Payen », seigneur de Boullencourt (Bouillancourt-la-Bataille), trouve la mort à la Bataille d'Azincourt.
En 1636, les Espagnols occupent le château et dévastent les environs.

### Première Guerre mondiale
Le 9 mai 1918, des combats se déroulèrent sur le territoire de la commune au cours de la Bataille du Kaiser, opposant l'armée française à l'armée allemande. Le 125e régiment d'infanterie, de la 1re armée française commandée par le général Debeney, accomplit sa mission : reprendre le château de Grivesnes tenu par les Allemands. Le lendemain, les Allemands tentèrent à trois reprises de s'infiltrer dans le bois de Bouillancourt et les ruines de Malpart, sans succès.
La commune est décorée de la Croix de guerre 1914-1918 (France)  pour les dommages subis lors de la Première Guerre mondiale.

## Politique et administration
| Période                                  | Période                      | Identité        | Étiquette | Qualité                        |
| ---------------------------------------- | ---------------------------- | --------------- | --------- | ------------------------------ |
| Les données manquantes sont à compléter. |                              |                 |           |                                |
| 1977                                     | 2014                         | Daniel Pouchain |           |                                |
| 2014                                     | En cours (au 7 juillet 2020) | Sylvain Pillon  |           | Réélu pour le mandat 2020-2026 |

## Population et société

### Démographie
L'évolution du nombre d'habitants est connue à travers les recensements de la population effectués dans la commune depuis 1793. Pour les communes de moins de 10 000 habitants, une enquête de recensement portant sur toute la population est réalisée tous les cinq ans, les populations de référence des années intermédiaires étant quant à elles estimées par interpolation ou extrapolation. Pour la commune, le premier recensement exhaustif entrant dans le cadre du nouveau dispositif a été réalisé en 2006.

En 2022, la commune comptait 144 habitants, en évolution de −6,49 % par rapport à 2016 (Somme : −1,26 %, France hors Mayotte : +2,11 %).
| 1793 | 1800 | 1806 | 1821 | 1831 | 1836 | 1841 | 1846 | 1851 |
| ---- | ---- | ---- | ---- | ---- | ---- | ---- | ---- | ---- |
| 235  | 279  | 297  | 321  | 327  | 303  | 337  | 326  | 286  |

| 1856 | 1861 | 1866 | 1872 | 1876 | 1881 | 1886 | 1891 | 1896 |
| ---- | ---- | ---- | ---- | ---- | ---- | ---- | ---- | ---- |
| 260  | 261  | 269  | 250  | 226  | 206  | 210  | 184  | 156  |

| 1901 | 1906 | 1911 | 1921 | 1926 | 1931 | 1936 | 1946 | 1954 |
| ---- | ---- | ---- | ---- | ---- | ---- | ---- | ---- | ---- |
| 150  | 169  | 149  | 92   | 101  | 98   | 94   | 100  | 115  |

| 1962 | 1968 | 1975 | 1982 | 1990 | 1999 | 2006 | 2011 | 2016 |
| ---- | ---- | ---- | ---- | ---- | ---- | ---- | ---- | ---- |
| 134  | 117  | 109  | 93   | 89   | 106  | 135  | 133  | 154  |

| 2021 | 2022 | - | - | - | - | - | - | - |
| ---- | ---- | - | - | - | - | - | - | - |
| 148  | 144  | - | - | - | - | - | - | - |

### Enseignement
De la maternelle au lycée, les enfants sont scolarisés à Montdidier et bénéficient du transport scolaire.

### Manifestations culturelles et festives
Une brocante se déroule à la Pentecôte. Autrefois, la fête communale avait lieu à la Trinité, le dimanche après la Pentecôte, soit 56 jours après Pâques.

### Cultes
Le culte catholique donne lieu chaque année à deux ou trois célébrations dans l'église.

## Culture locale et patrimoine

### Lieux et monuments
- Vallée des Trois Doms.
- Église Saint-Martin, reconstruite en 1920, contenant des fonts baptismaux du XIIIe siècle. Elle a été détruite pendant la Première Guerre mondiale. Plusieurs objets ont été récupérés et ont été classés, au titre des Monuments historiques le 19 mai 1932[38].
- Chapelle de la Trinité. À la sortie du village, vers Hargicourt, elle a été reconstruite plus près du village à la fin du XVIIIe siècle par le comte de Gouffier. Reconstruite en 1926, après les dégâts de la Première Guerre mondiale, sa cloche est donnée en mémoire de William Spencer Mead, tombé en Picardie[24].
- Croix de pierre dans l'ancien cimetière[24].

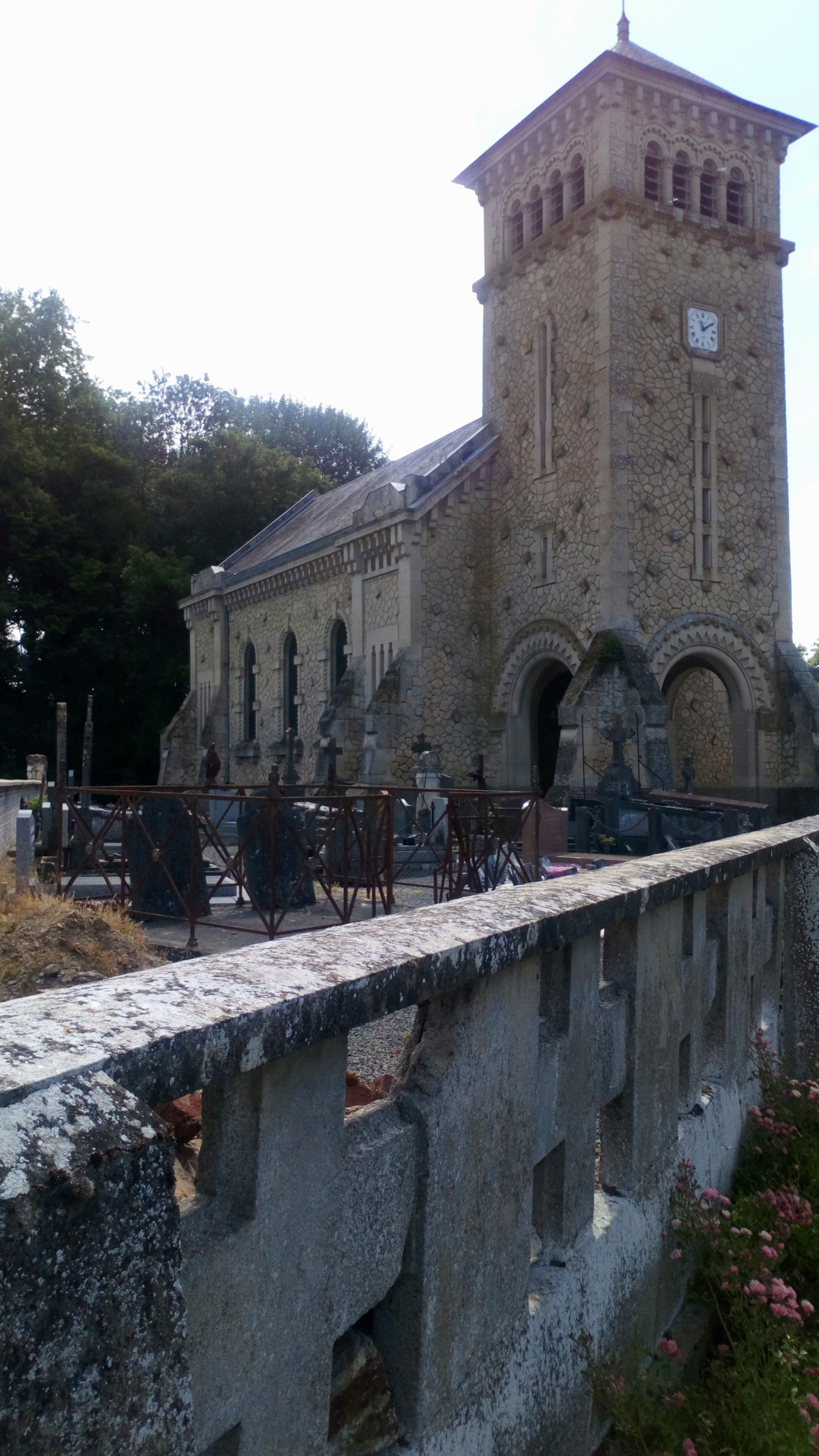
L'église Saint-Martin.
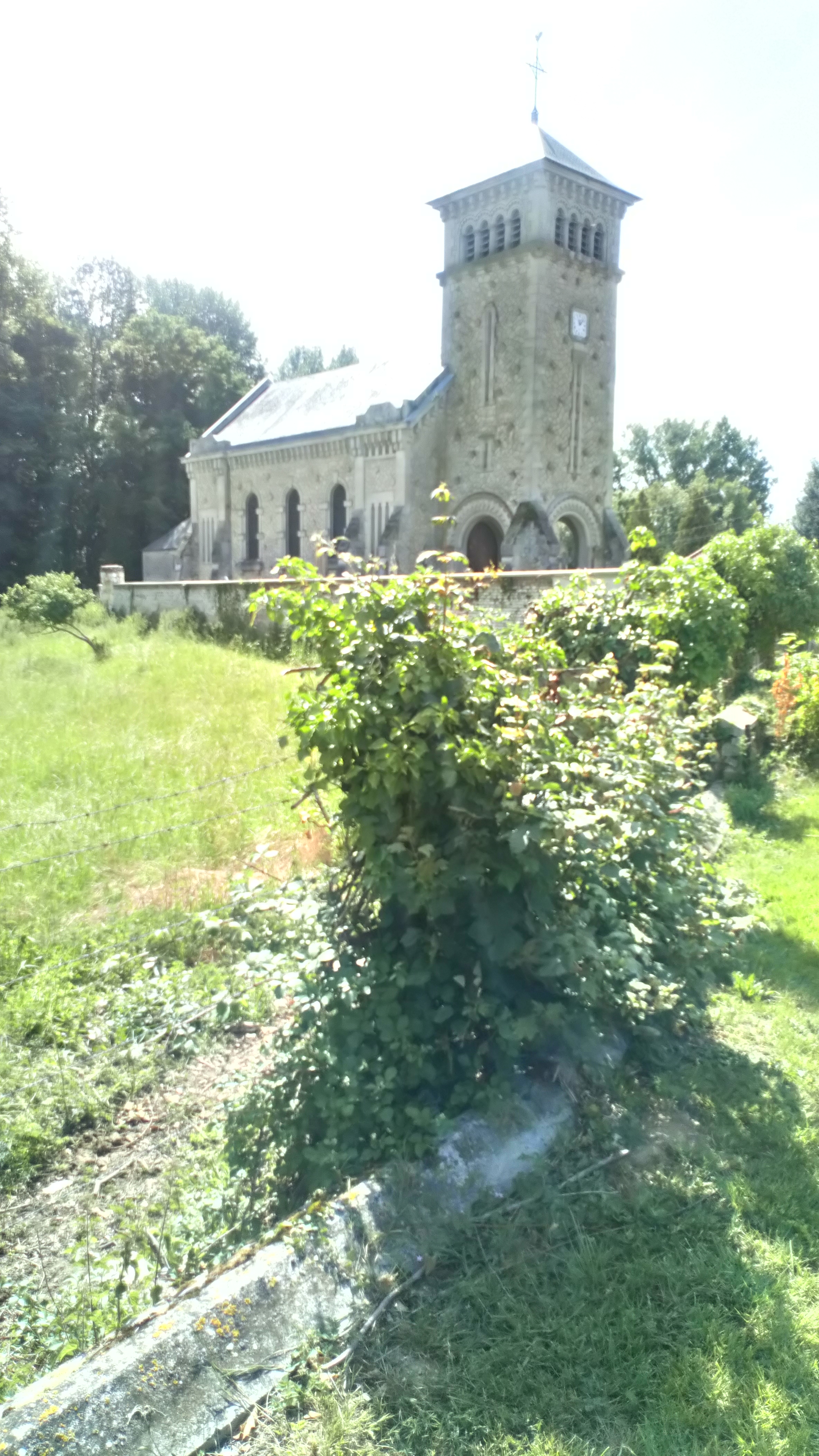
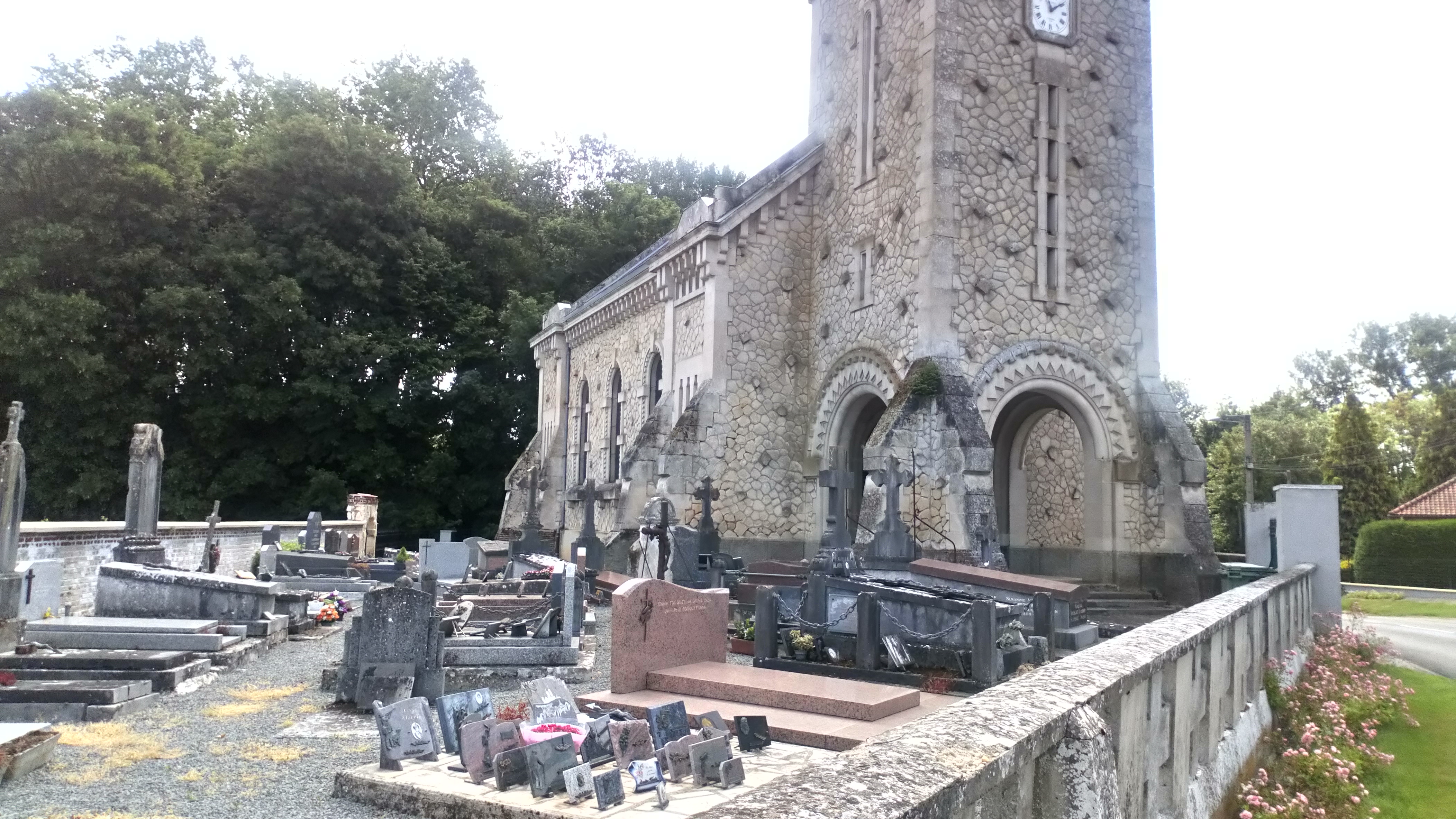
L'église et le cimetière
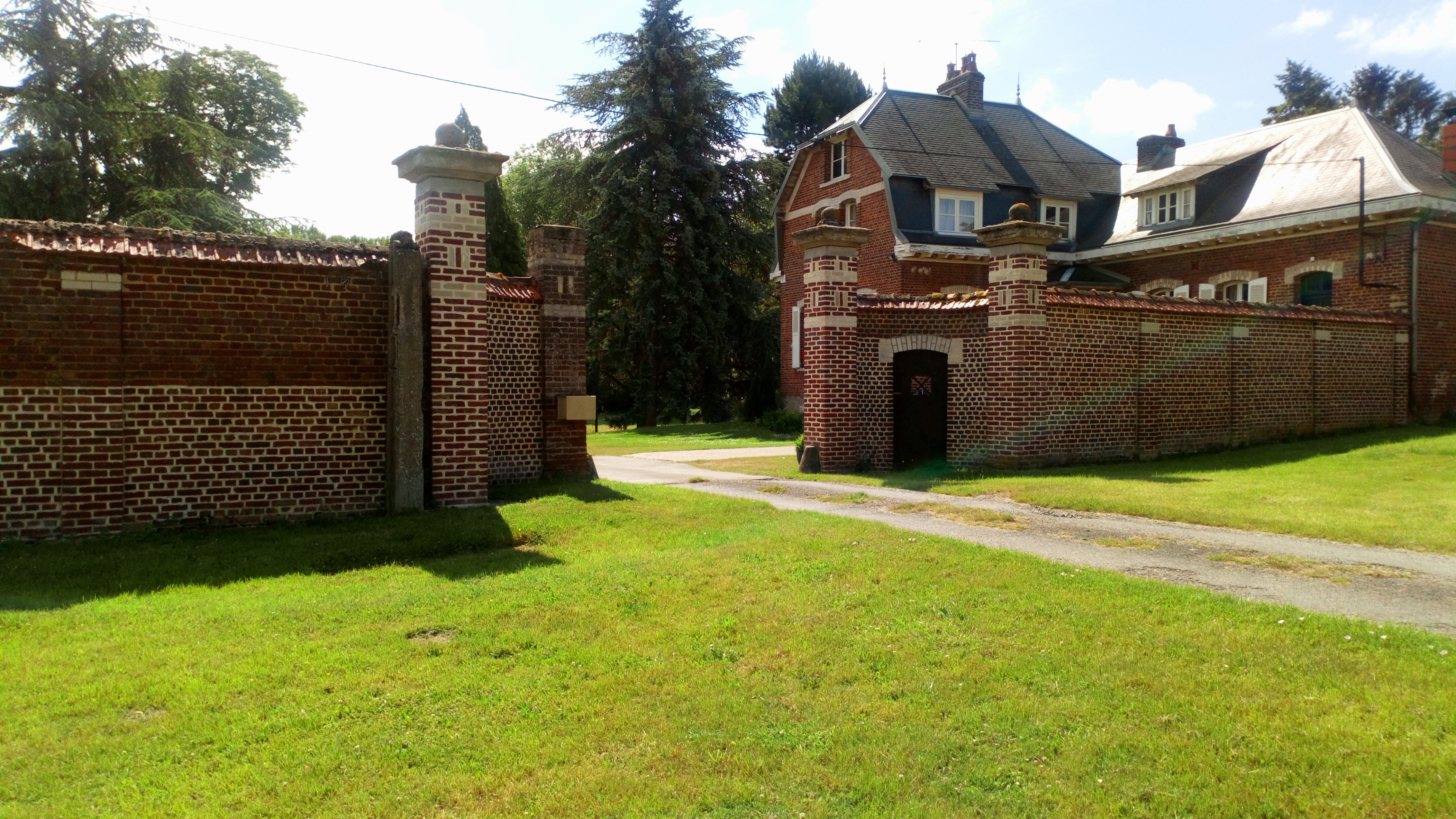
Habitation locale.